# Radič
Radič (cyr. Радич) – wieś w Bośni i Hercegowinie, w Republice Serbskiej, w gminie Rogatica. W 2013 roku liczyła 2 mieszkańców.